# Nasípit
Nasípit es un municipio filipino de tercera categoría, situado en la parte nordeste de la isla de Mindanao. Forma parte del Segundo Distrito Electoral de la provincia de Agusan del Norte situada en la Región Administrativa de Caraga, también denominada Región XIII.

## Geografía
Municipio situado en el este de la provincia, a orillas de la bahía de Butuan en el mar de Bohol.
Su término linda al norte con la mencionada bahía; al sur y al este con el municipio de Buenavista; y al oeste con el de Carmen.

La Población dista 24 kilómetros de la ciudad de Butuan, al este y 175 kilómetros de Cagayán de Oro, al noreste. 
Del puerto internacional de Nasípit parten líneas regulares de embarcaciones con destino a Manila, Cebú, Bohol, y Cagayán de Oro.

### Barangayes
El municipio se divide, a los efectos administrativos, en 19 barangayes o barrios, conforme a la siguiente relación:
| - Aclan - Amontay - Ata-atahon - Camagong - Cubi-cubi | - Culit - Jaguimitan - Kinabjangan - Barangay 1 - Apagan (Población) - Barangay 2 - Apagan (Población) | - Barangay 3 (Población) - Barangay 4 (Población) - Barangay 5 (Población) - Barangay 6 (Población) | - Barangay 7 (Población) - Punta - Santa Ana - Talisay - Triángulo |  |

## Economía
Este municipio cuenta con el mayor puerto marítimo de la provincia, se encuentra en el barrio de Talisay.
Es uno de los 10 municipios de Agusan del Norte, fue identificado por el Consejo de Desarrollo Regional Caraga (Caraga RDC) como el Centro de Crecimiento Agroindustrial Regional (RAGC).

## Historia
La fundación de este pueblo por los colonizadores españoles se remonta al año de 1880.
Su nombre proviene de una confusión cuando los colonizadores preguntaron a un nativo, que acababa de sufrir la mordedura de un cangrejo, por el nombre del lugar. Este buen hombre no entiende la pregunta,  respondiendo na-si-pit, es decir mordido por un cangrejo.
El 1 de agosto de 1929, durante la ocupación estadounidense de Filipinas Nasípit se separa del municipio de Butuan convirtiéndose en municipio.
El gobernador Teofisto Guingona padre propuso cambiar su nombre por el de Aurora, pero debido a la fuerte oposición de los habitantes del pueblo, se conservó el nombre de Nasípit.
En el año de 1949 los barrios de Carmen, Tagcatong, Cahayagan y San Agustín, pasan a formar el nuevo municipio de  Carmen.

## Patrimonio

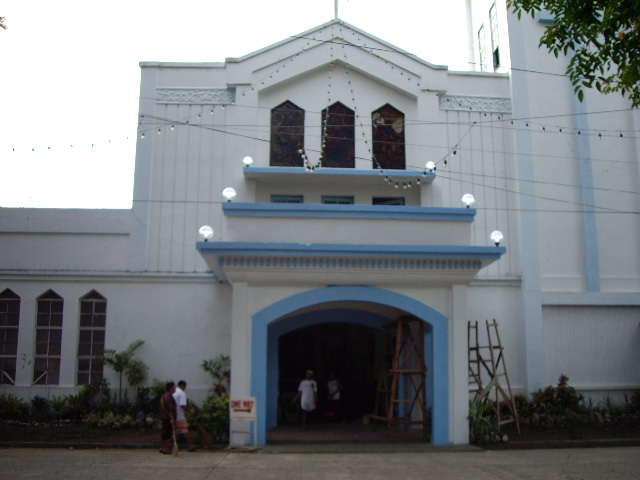
Iglesia de San Miguel.

- Iglesia parroquial católica bajo la advocación del Arcángel San Miguel.